# 塔卡卜

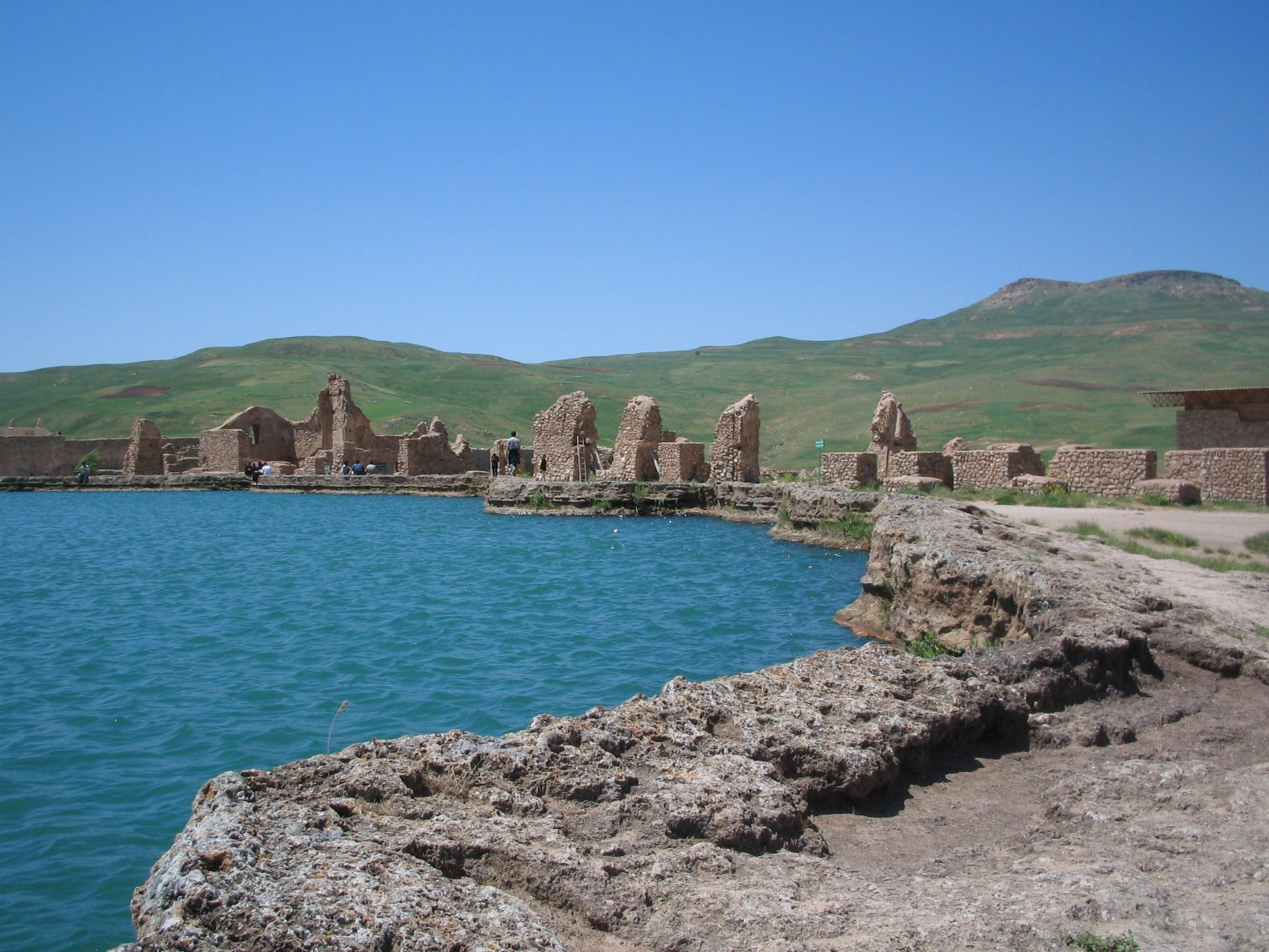

塔卡卜（波斯語：‎,  ：‎，羅馬化：Tîkab）是伊朗的城市，位於該國西北部，由西阿塞拜疆省負責管轄，面積6平方公里，海拔高度1,818米，2006年人口53,922，居民主要使用庫爾德語和阿塞拜疆語。